# 1883 en France
Chronologie de la France
- 1879
- 1880
- 1881
- 1882
- 1883
- 1884
- 1885
- 1886
- 1887

Cette page concerne l'année 1883 du calendrier grégorien.

## Événements
- 3 janvier : le Royaume-Uni évince la France et organise l’occupation de l’Égypte, officiellement provisoire. Il envisage d’évacuer le pays en 1884, date à laquelle il souhaite l’avoir affranchi de la tutelle ottomane[1].
- 8-19 janvier : procès des 66 anarchistes de Lyon[2].
- 29 janvier : gouvernement Armand Fallières[3].

- 1er février : Gustave Borgnis-Desbordes occupe Bamako. Il commence le 5 février la construction d’un poste fortifié destiné à faire face aux attaques d’Ahmadou au nord et de Samori Touré au sud[4].
- 17 février : le président du Conseil Armand Fallières donne sa démission, son projet de loi antimonarchiste sur l'expulsion des « chefs des maisons ayant régné sur la France » ayant été amendé par le Sénat[5].
- 21 février : deuxième gouvernement Jules Ferry (fin le 30 mars 1885)[3].

- 15 février-4 avril : grève des mineurs de Carmaux pendant 47 jours[6].

- 9 mars : des chômeurs réunis sur l'esplanade des Invalides à Paris à l'initiative du syndicat des menuisiers, sont dispersés par la police ; un petit groupe, conduit par les anarchistes Louise Michel, Eugène Mareuil et Émile Pouget marche vers le boulevard Saint-Germain et pille trois boulangeries aux cris de « du pain, du travail ou du plomb ». Mareuil et Pouget sont arrêtés. Louise Michel se livre d'elle même aux autorités[7].

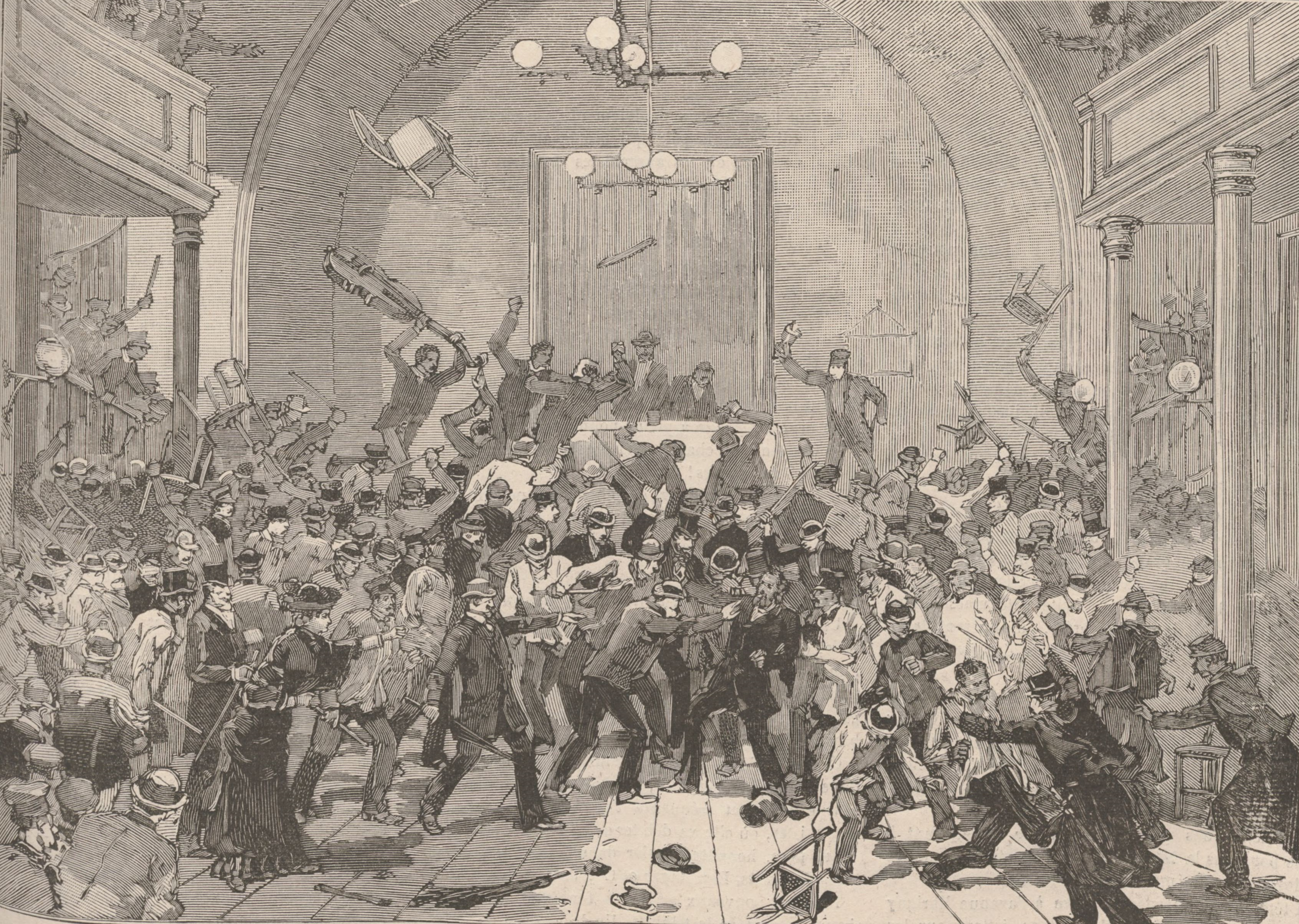
Paris. La manifestation du 11 mars. Salle Rivoli. Les anarchistes, conduits par Mlle d'Erlincourt, maltraitent Yves Guyot. (Dessin de M. Haënen, d'après le croquis de M. Dick)". Le Monde illustré, 17 mars 1883

- 11 mars : des manifestants anarchistes partis la place de la Bastille pour rejoindre l'hôtel de ville sont dispersés par un peloton de gardes à cheval ; ils se rendent à la salle Rivoli, où a lieu un meeting de maçons et tailleurs de pierre présidé par le conseiller municipal Yves Guyot. Les ouvriers ayant refusé de suivre les anarchistes, une bagarre éclate. Charles Godard, Léon Jamin et Fernande d’Erlincourt sont arrêtés par la police[8].

- 20 mars : convention de Paris sur la protection de la propriété intellectuelle. Réalisation de l’Union pour la protection internationale de la propriété industrielle (système des brevets)[9]. L'article 6 permet notamment la protection d'une marque d'usage notoire en France.

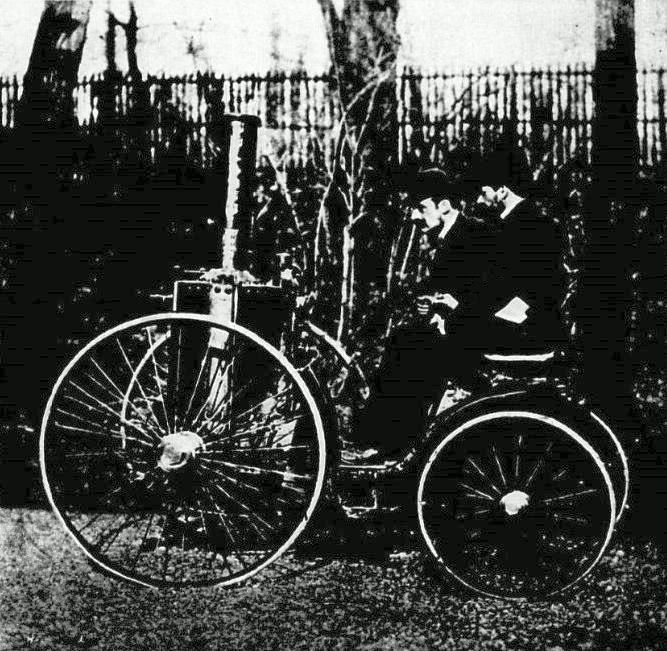
Le premier quadricycle à vapeur De Dion-Bouton.

- 1er mai : le comte Albert de Dion, le mécanicien Georges Bouton et Charles Trépardoux  déposent un brevet de chaudière à vaporisation rapide pour équiper le premier quadricycle à vapeur De Dion-Bouton[10].
- 15 mai : blocus de l’île de Madagascar et occupation de Majunga par la marine de guerre française. Le Premier ministre Rainilaiarivony refuse l’ultimatum de l’amiral Pierre. Les Français occupent plusieurs villes du littoral (1883-1885)[11].
- 19 mai, Tonkin : le commandant Henri Rivière trouve la mort en défendant la forteresse d’Hanoï, attaquée par les Pavillons Noirs encouragés par les troupes vietnamiennes et la présence de forces chinoises venues du Yunnan. Il est ensuite décapité. La France décide l’envoi d’un corps expéditionnaire[12].

- 5 juin : mise en service de l’Orient-Express à Paris, qui sera officiellement inauguré le 4 octobre[13]. Cette liaison en trains de luxe relie Paris à Constantinople, en passant à l'époque par Munich, Vienne, Belgrade et Varna (avec changement de convoi pour effectuer le trajet en Bulgarie, après un traversée par bac du Danube, et enfin un trajet des voyageurs par bateau sur la mer Noire pour la partie terminale).
- 8 juin : par les conventions de La Marsa, la France se porte garante de la dette de la Tunisie[14]. En contrepartie, le bey doit renoncer à lever tout impôt sans autorisation. Le gouverneur général (français) doit être le ministre des Affaires étrangères du bey.
- 23 juin : création à Nogent-le-Rotrou de la Société hippique percheronne de France dans le but d'assurer aux chevaux de race percheronne un certificat d'origine au moyen de l'inscription de chaque animal au registre généalogique de la race (« stud-books »)[15].
- 25 juin : début de l’expédition de De Foucauld au Maroc (fin le 23 mai 1884)[16].

- 14 juillet : inauguration de la statue définitive en bronze au centre de place de la République à Paris[17].
- 20 juillet : statuts de la « Société nautique de Caen », doyenne des associations sportives de la ville ; elle remplace la « Société des régates caennaise » crée en 1881 à l'initiative du maire Paul Toutain pour commémorer le 14 juillet, jour de fête nationale par vote de l'assemblée nationale le 6 juillet 1880. Le maire Albert Mériel en est le premier Président[18].

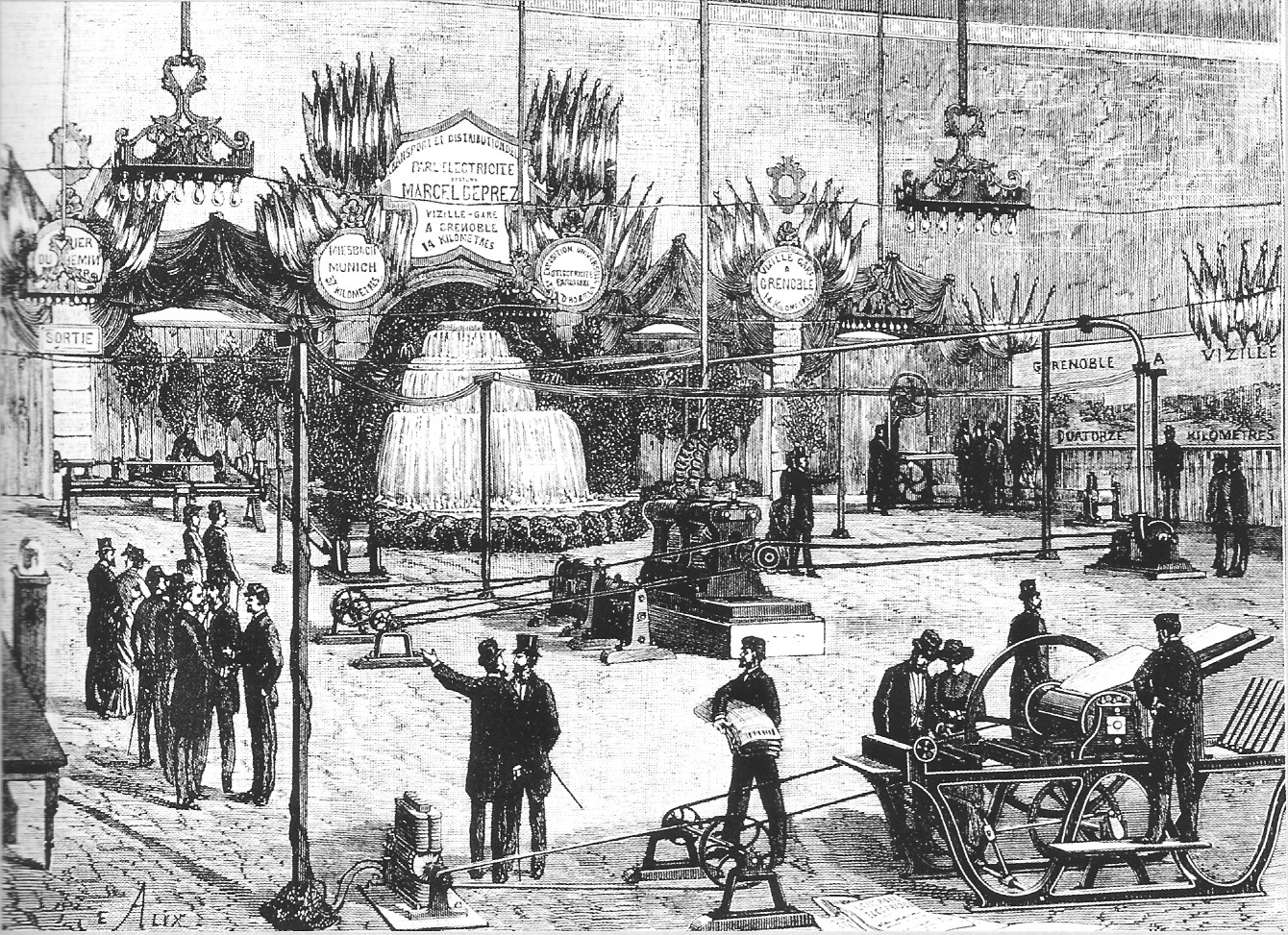
Expérience de transport d'électricité de Vizille à Grenoble par Marcel Deprez en 1883.

- 21 juillet : fondation de l'Alliance française par Paul Cambon, chef de cabinet de Jules Ferry dont le but est de promouvoir la culture française à l'étranger.
- 22 août, 28  août et 1er septembre : l’ingénieur Marcel Deprez parvient à transporter de l’énergie hydroélectrique sur 14 km de Vizille à Grenoble[19].
- 24 août : mort du « comte de Chambord ». Extinction de la branche aînée des Bourbons[20].
- 25 août : traité de Hué. L’empire d’Annam reconnaît le protectorat de la France. L’Annam obtient une relative autonomie, tandis que le Tonkin devient un protectorat qui équivaut à une quasi-annexion. Les ports de Qui-Nhon, Tourane et Xuang-Day sont ouverts au commerce. La France voit surtout dans l’occupation de l’Annam un accès au marché chinois. L’empereur d'Annam Ham Nghi résiste par la guérilla à l’occupation française avec l’aide de la Chine (1883-1888). La Chine rejette le traité ce qui provoque la guerre entre la Chine et la France à l’automne (fin en 1885), dont l’issue laisse aux Français les mains libres dans la péninsule indochinoise[12].

- 1er septembre, Indochine : victoire française sur les Pavillons Noirs à la bataille de Palan ; soldats annamites, Chinois et Pavillons Noirs se replient sur Sontay[21].
- 3 septembre : mort de l'écrivain russe Ivan Tourgueniev à Bougival

L'aérostat électrique des frères Tissandier au départ d'Auteuil.

- 8 octobre : essai du premier ballon dirigeable électrique de Gaston et Albert Tissandier entre Auteuil et Croissy-sur-Seine, au-dessus du Bois de Boulogne, du mont Valérien et Rueil[22].

- 19 octobre : création du Conseil supérieur des Colonies[23].
- 28 octobre : Jules Vallès relance le journal Le Cri du peuple créé en février 1871[24].

- 24 novembre : arrêté du préfet de la Seine Eugène Poubelle qui impose aux propriétaires d'immeubles de mettre à disposition de leurs occupants des boîtes à ordure[20].

- 17 décembre, Indochine : prise de Sontay par les troupes françaises au Tonkin ; elles avancent jusqu’à la frontière chinoise[21].

- Début de la construction du fort du Barbonnet (847 m) qui va durer trois ans[25].